# NGC 2363
NGC 2363 (również UGC 3847, PGC 93088) – galaktyka nieregularna (Irr), znajdująca się w gwiazdozbiorze Żyrafy, widoczna na niebie tuż obok większej NGC 2366. Odkrył ją Ralph Copeland 9 marca 1874 roku. Wiele źródeł błędnie identyfikuje NGC 2363 jako najjaśniejszą, południową część NGC 2366, ale jest to obszar H II o nazwie Markarian 71 (Mrk 71), którego inna nazwa to NGC 2363A.